# Природоохоронна територія Гуанакасте
Природоохоронна територія Гуанакасте (ісп. Area de Conservación Guanacaste) — об'єкт Світової спадщини ЮНЕСКО в північно-західній частині Коста-Рики, що складається з національних парків Санта-Роса, Гуанакасте і Вулкан-Рінкон-де-ла-В'єха та резерву дикої природи Хункільял-Бей, загальною площею 1470 км². Ця група територій була виділена в окрему структуру під керівництвом SINAC в 1994 році, а в 1999 була занесена до списку Світової спадщини.